# Vera Sičugova
Vera Zajceva-Sičugova (rusko Вера Зайцева-Сычугова), ruska atletinja, * 12. junij 1963,  Sovjetska zveza.
Ni nastopila na poletnih olimpijskih igrah. Na svetovnih prvenstvih je osvojila srebrno medaljo v štafeti 4x400 m leta 1993.